# 中华全国世界语协会

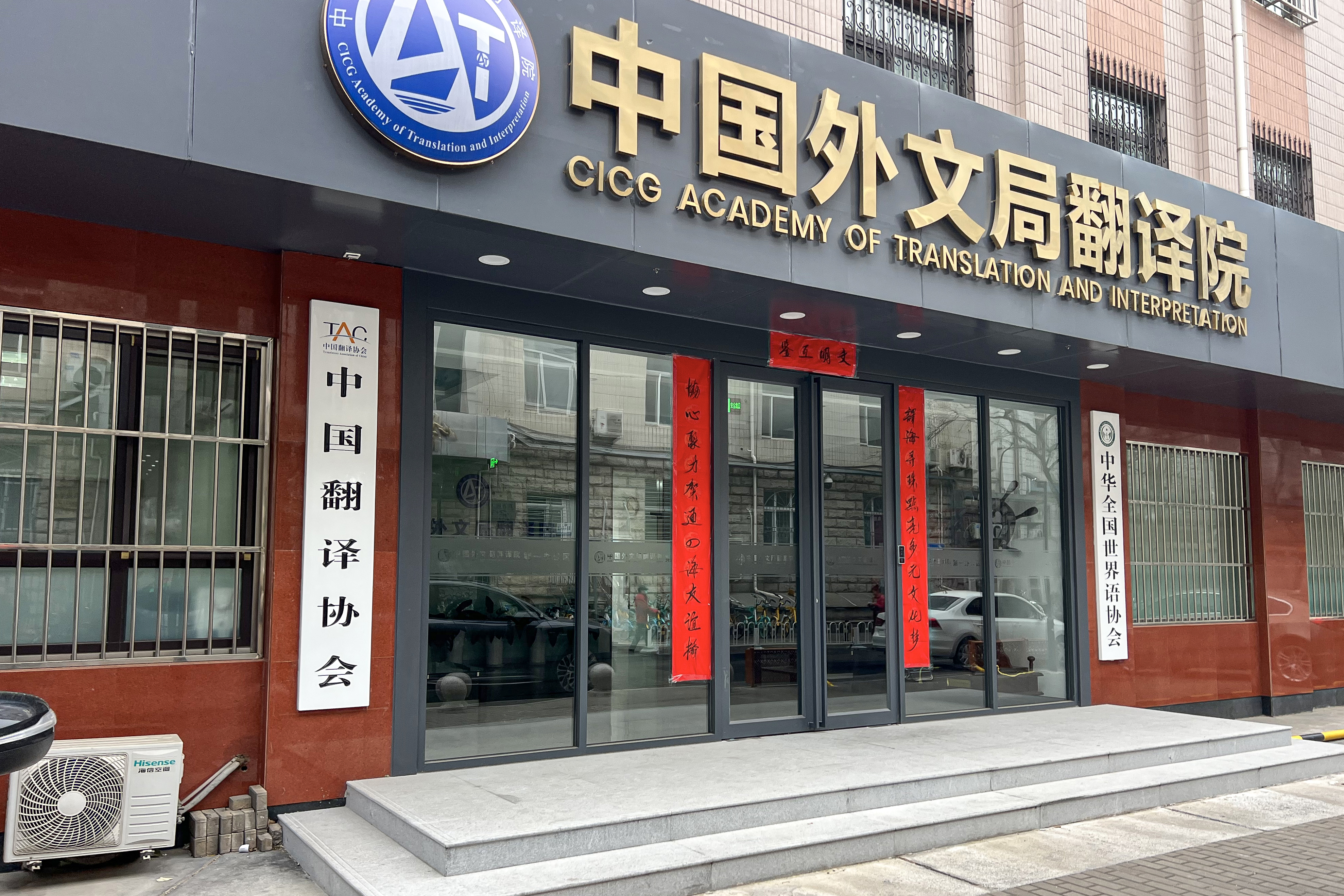
中华全国世界语协会所在地为中国外文局翻译院

中华全国世界语协会是中国世界语者的全国性学术团体，于1951年3月11日在北京成立。从1980年起成为国际世界语协会的成员。

## 简介
中华全国世界语协会（简称“全国世协”）的主要目的是团结和组织中国世界语者推广，学习和研究世界语，提高语言水平，推广世界语做为国际辅助语的使用，服务于中国的改革开放政策，服务于中国的现代化和世界和平。
中华全国世界语协会在一些省市有29个分级组织和个人会员。活跃的有中国青年世界语协会、中国铁路世界语协会、中国医学世界语协会、中国集邮世界语协会和中国围棋世界语协会。
1982年以来国际世界语大会先后选举巴金、胡愈之、陈原为国际世协荣誉监护委员会委员。
1983年国际世协为表彰中国世界语运动所取得的成就，特授予中国流动奖杯——费恩杯。
在中国已经召开了13次全国世界语大会：
1. 昆明（1985）
2. 唐山（1991）
3. 重庆（1995）
4. 桂林（1999）
5. 延吉（2003）
6. 泉州（2005）
7. 广州（2007）
8. 南京（2009）
9. 合肥（2011）
10. 枣庄（2013）
11. 昆明（2015）
12. 长沙（2018）
13. 上虞（2019）

全国世协先后在中国主办了第七十一届国际世界语大会（1986 北京）、第五届太平洋世界语大会（1992 青岛）、第一届亚洲世界语大会（1996 上海）、第八十九届国际世界语大会（2004 北京）。
中华全国世界语协会从1981年起创办会刊《世界》（现更名为《全国世协通讯》）。

## 历任会长
- 胡愈之
- 陈原
- 谭秀珠
- 陈昊苏